# FIA GT
FIA GT Championship var ett mästerskap för Gran Turismo-bilar i klasserna GT1 och GT2 mellan 1997 och 2009. Tävlingen var så nära ett VM man kunde komma, men kunde snarare räknas som ett öppet EM, eftersom den mestadels kördes på permanenta banor i Europa. Efter säsongen 2009 lades serien ned på grund av att ett VM för GT1-bilar startades från och med 2010.
FIA GT kördes med obligatoriska förarbyten och alla race, utom Spa 24-timmars- och Bukarest-omgångarna, kördes över två timmar.